# Tune-o-matic
El Tune-o-matic (o TOM) es un puente para guitarra, tanto eléctrica como electroacústica, que ha sido utilizado en distintos modelos de guitarras de varias marcas desde la invención de la guitarra eléctrica. Frecuentemente es identificado con Gibson, aunque, al carecer de patente, es utilizado por diversas marcas.

## Partes

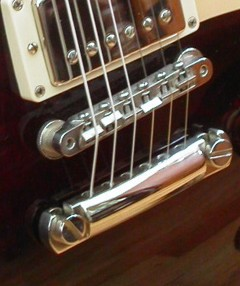
Puente Tune-o-matic de una Gibson Les Paul

El Tune-O-Matic consiste sólo en una barra metálica unida a la guitarra a través de dos postes taladrados en el cuerpo de la guitarra, en donde se encuentran hendiduras para cada cuerda, que son sostenidas por resortes y tornillos que sirven para ajustar la afinación del instrumento. La altura es ajustada a través de los dos postes taladrados en el cuerpo.
Detrás del puente se encuentra el cordal, que en la mayoría de modelos, es una barra sólida de metal que igualmente se une al cuerpo a través de dos postes taladrados. En algunos modelos de guitarras, sobre todo las que no son fabricadas por Gibson o sus asociados, las cuerdas entran por agujeros en el cuerpo. También algunas guitarras incluyen pastillas piezoeléctricas incrustadas en el TOM.

## Ventajas
Al estar suspendidas por resortes, se puede obtener un portamento (bending) mayor que con otros puentes. Esto es considerado como una gran ventaja por muchos guitarristas, ya que da una facilidad para emplear ese elemento en los solos. Otra ventaja es que el cambio de cuerdas es extremadamente rápido, pues ni siquiera hay que voltear la guitarra: sólo hay que sacar la cuerda vieja, insertar la nueva en el cordal y amarrarla en el cabezal. El puente también puede mantener la afinación de manera prolongada, pues no usa barra de trémolo (tremolo bar). Además, el puente se ve discreto y no ocupa mucho espacio, dejando ver más el acabado de la guitarra en la que se use.

## Desventajas
Aunque muchos guitarristas no lo necesitan, este puente carece de barra de trémolo, anulando la posibilidad de hacer variaciones en el timbre de las notas de manera inmediata (vibrato), así como efectos más radicales como dive bomb (bajar octavas), flutter (sacudido rápido del cordal logrando un vibrato radical), etc., que sólo pueden ser logrados con puentes como el Floyd Rose o el Edge Pro de Ibanez. Si se requiere usar estos efectos, se recomienda otro modelo de guitarra con un puente de estilo trémolo.